# Manchester City Football Club 2010-2011
Questa voce raccoglie le informazioni riguardanti il Manchester City Football Club nelle competizioni ufficiali della stagione 2010-2011.

## Maglie e sponsor
Lo sponsor tecnico per la stagione 2010-2011 è Umbro, mentre lo sponsor ufficiale è Etihad Airways.
| Casa | Trasferta | Terza divisa | Portiere Casa | Portiere Trasf. | Portiere Terza |

## Rosa
Dati aggiornati al 7 gennaio 2011
| N. |                                 | Ruolo | Calciatore            |
| -- | ------------------------------- | ----- | --------------------- |
| 1  | Irlanda (bandiera)              | P     | Shay Given            |
| 2  | Inghilterra (bandiera)          | D     | Micah Richards        |
| 3  | Inghilterra (bandiera)          | D     | Wayne Bridge          |
| 4  | Belgio (bandiera)               | D     | Vincent Kompany       |
| 5  | Argentina (bandiera)            | D     | Pablo Zabaleta        |
| 6  | Inghilterra (bandiera)          | C     | Michael Johnson       |
| 7  | Inghilterra (bandiera)          | C     | James Milner          |
| 8  | Inghilterra (bandiera)          | C     | Shaun Wright-Phillips |
| 9  | Togo (bandiera)                 | A     | Emmanuel Adebayor     |
| 10 | Bosnia ed Erzegovina (bandiera) | A     | Edin Džeko            |
| 11 | Inghilterra (bandiera)          | C     | Adam Johnson          |
| 12 | Inghilterra (bandiera)          | P     | Stuart Taylor         |
| 13 | Serbia (bandiera)               | D     | Aleksander Kolarov    |
| 14 | Paraguay (bandiera)             | A     | Roque Santa Cruz      |
| 17 | Germania (bandiera)             | C     | Jérôme Boateng        |
| 18 | Inghilterra (bandiera)          | C     | Gareth Barry          |
| 19 | Inghilterra (bandiera)          | D     | Joleon Lescott        |
| 21 | Spagna (bandiera)               | C     | David Silva           |

| N. |                           | Ruolo | Calciatore        |
| -- | ------------------------- | ----- | ----------------- |
| 22 | Irlanda (bandiera)        | D     | Greg Cunningham   |
| 24 | Francia (bandiera)        | C     | Patrick Vieira    |
| 25 | Inghilterra (bandiera)    | P     | Joe Hart          |
| 26 | Colombia (bandiera)       | P     | David González    |
| 27 | Brasile (bandiera)        | A     | Jô                |
| 28 | Costa d'Avorio (bandiera) | D     | Kolo Touré (C)    |
| 29 | Nigeria (bandiera)        | A     | Kelvin Etuhu      |
| 30 | Inghilterra (bandiera)    | D     | Shaleum Logan     |
| 32 | Argentina (bandiera)      | A     | Carlos Tévez      |
| 34 | Paesi Bassi (bandiera)    | C     | Nigel de Jong     |
| 36 | Inghilterra (bandiera)    | D     | Javan Vidal       |
| 37 | Fær Øer (bandiera)        | P     | Gunnar Nielsen    |
| 38 | Belgio (bandiera)         | D     | Dedryck Boyata    |
| 42 | Costa d'Avorio (bandiera) | C     | Yaya Touré        |
| 43 | Inghilterra (bandiera)    | A     | Alex Nimely       |
| 45 | Italia (bandiera)         | A     | Mario Balotelli   |
| 50 | Norvegia (bandiera)       | C     | Abdisalam Ibrahim |
| 53 | Inghilterra (bandiera)    | D     | Chris Chantler    |

## Calciomercato

### Sessione estiva(dall'1/7 all'1/9)
| Acquisti | Acquisti           | Acquisti      | Acquisti                    |
| R.       | Nome               | da            | Modalità                    |
| -------- | ------------------ | ------------- | --------------------------- |
| D        | Kieran Trippier    | Barnsley      | fine prestito               |
| D        | Jérôme Boateng     | Amburgo       | definitivo (12.5 milioni €) |
| D        | Aleksandar Kolarov | Lazio         | definitivo (18 milioni €)   |
| C        | Paul Marshall      | Aberdeen      | fine prestito               |
| C        | Yaya Touré         | Barcellona    | definitivo (30 milioni €)   |
| C        | David Silva        | Valencia      | definitivo (30 milioni €)   |
| C        | James Milner       | Aston Villa   | definitivo (30 milioni €)   |
| C        | Mohammed Abu       | Hearts of Oak | definitivo                  |
| A        | Jô                 | Galatasaray   | fine prestito               |
| A        | Robinho            | Santos        | fine prestito               |
| A        | Felipe Caicedo     | Malaga        | fine prestito               |
| A        | Valeri Bojinov     | Parma         | fine prestito               |
| A        | Mario Balotelli    | Inter         | definitivo (29,5 milioni €) |

| Cessioni | Cessioni          | Cessioni     | Cessioni                   |
| R.       | Nome              | a            | Modalità                   |
| -------- | ----------------- | ------------ | -------------------------- |
| P        | Gunnar Nielsen    | Tranmere     | prestito                   |
| D        | Sylvinho          |              | svincolato                 |
| D        | Javier Garrido    | Lazio        | definitivo (2,5 milioni €) |
| D        | Nedum Onuoha      | Sunderland   | prestito                   |
| D        | Kieran Trippier   | Barnsley     | prestito                   |
| C        | Martin Petrov     | Bolton       | svincolato                 |
| C        | Paul Marshall     | Walsall      | definitivo (0 milioni €)   |
| C        | Andrew Tutte      | Rochdale     | prestito                   |
| C        | Adam Clayton      | Leeds Utd    | definitivo                 |
| C        | Karl Moore        | UCD          | svincolato                 |
| C        | Stephen Ireland   | Aston Villa  | definitivo                 |
| C        | Vladimír Weiss    | Rangers      | prestito                   |
| C        | Mohammed Abu      | Strømsgodset | prestito                   |
| A        | Benjani Mwaruwari |              | svincolato                 |
| A        | Valeri Bojinov    | Parma        | definitivo (6 milioni €)   |
| A        | David Ball        | Swindon Town | prestito                   |
| A        | Craig Bellamy     | Cardiff City | prestito                   |
| A        | Robinho           | Milan        | definitivo (18 milioni €)  |
| A        | Felipe Caicedo    | Levante      | prestito                   |

### Trasferimenti tra le due sessioni
| Acquisti | Acquisti     | Acquisti       | Acquisti      |
| R.       | Nome         | da             | Modalità      |
| -------- | ------------ | -------------- | ------------- |
| C        | Andrew Tutte | Rochdale       | fine prestito |
| A        | James Poole  | Hartlepool Utd | fine prestito |

| Cessioni | Cessioni        | Cessioni        | Cessioni |
| R.       | Nome            | a               | Modalità |
| -------- | --------------- | --------------- | -------- |
| D        | Greg Cunningham | Leicester City  | prestito |
| C        | Andrew Tutte    | Shrewsbury Town | prestito |
| A        | James Poole     | Hartlepool Utd  | prestito |
| A        | John Guidetti   | Burnley         | prestito |

### Sessione invernale(dal 7/1 al 2/2)
| Acquisti | Acquisti        | Acquisti        | Acquisti                  |
| R.       | Nome            | da              | Modalità                  |
| -------- | --------------- | --------------- | ------------------------- |
| P        | Gunnar Nielsen  | Tranmere        | fine prestito             |
| D        | Greg Cunningham | Leicester City  | fine prestito             |
| C        | Andrew Tutte    | Shrewsbury Town | fine prestito             |
| A        | David Ball      | Swindon Town    | fine prestito             |
| A        | John Guidetti   | Burnley         | fine prestito             |
| A        | Edin Džeko      | Wolfsburg       | definitivo (31 milioni €) |

| Cessioni | Cessioni          | Cessioni       | Cessioni |
| R.       | Nome              | a              | Modalità |
| -------- | ----------------- | -------------- | -------- |
| P        | David González    | Leeds Utd      | prestito |
| D        | Ben Mee           | Leicester City | prestito |
| D        | Wayne Bridge      | West Ham Utd   | prestito |
| C        | Abdisalam Ibrahim | Scunthorpe Utd | prestito |
| A        | Roque Santa Cruz  | Blackburn      | prestito |
| A        | Emmanuel Adebayor | Real Madrid    | prestito |

### Trasferimenti dopo la sessione invernale
| Acquisti | Acquisti | Acquisti | Acquisti |
| R.       | Nome     | da       | Modalità |
| -------- | -------- | -------- | -------- |

| Cessioni | Cessioni     | Cessioni         | Cessioni   |
| R.       | Nome         | a                | Modalità   |
| -------- | ------------ | ---------------- | ---------- |
| C        | Andrew Tutte | Yeovil Town      | prestito   |
| A        | David Ball   | Peterborough Utd | svincolato |
| A        | Kelvin Etuhu |                  | svincolato |

## Risultati

### Premier League
| Tottenham 14 agosto 2010, ore 12:45 BST | Tottenham      | 0 – 0 referto | Manchester City | White Hart Lane (35 928 spett.)\| Arbitro: \| Andre Marriner \| |
| Arbitro:                                | Andre Marriner |               |                 |                                                                 |

| Arbitro: | Phil Dowd |

|                                 |           |  |
| Barry 13’ Tévez 51’, 67’ (rig.) | Marcatori |  |

| Arbitro: | Mike Dean |

|                 |           |  |
| Bent 90’ (rig.) | Marcatori |  |

| Arbitro: | Mark Clattenburg |

|            |           |             |
| Vieira 54’ | Marcatori | 24’ Kalinić |

| Arbitro: | Lee Probert |

|  |           |                        |
|  | Marcatori | 42’ Tévez 69’ Y. Touré |

| Arbitro: | Andre Marriner |

|           |           |  |
| Tévez 58’ | Marcatori |  |

| Arbitro: | Atkinson (West Yorkshire) |

|                                 |           |               |
| Tévez 18’ (rig.) A. Johnson 75’ | Marcatori | 24’ Gutiérrez |

| Arbitro: | Phil Dowd |

|                                    |           |                          |
| Harewood 78’ Taylor-Fletcher 90+3’ | Marcatori | 67’, 79’ Tévez 90’ Silva |

| Arbitro: | Mark Clattenburg |

|  |           |                                 |
|  | Marcatori | 21’ Nasri 67’ Song 89’ Bendtner |

| Arbitro: | Mike Dean |

|                         |           |                     |
| Milijaš 31’ Edwards 57’ | Marcatori | 23’ (rig.) Adebayor |

| Arbitro: | Probert |

|  |           |                    |
|  | Marcatori | 20’, 27’ Balotelli |

| Manchester 10 novembre 2010, ore 20:00 GMT | Manchester City | 0 – 0 referto | Manchester Utd | City of Manchester Stadium (47 228 spett.)\| Arbitro: \| Chris Foy \| |
| Arbitro:                                   | Chris Foy       |               |                |                                                                       |

| Manchester 13 novembre 2010, ore 15:00 GMT | Manchester City | 0 – 0 referto | Birmingham City | City of Manchester Stadium (44 501 spett.)\| Arbitro: \| Mike Jones \| |
| Arbitro:                                   | Mike Jones      |               |                 |                                                                        |

| Arbitro: | Lee Mason |

|          |           |                                        |
| Gera 70’ | Marcatori | 6’, 56’ Tévez 31’ Zabaleta 34’ Y.Tourè |

| Arbitro: | Peter Walton |

|                 |           |              |
| Etherington 90’ | Marcatori | 81’ Richards |

| Arbitro: | Andre Marriner |

|          |           |  |
| Tévez 3’ | Marcatori |  |

| Arbitro: | Phil Dowd |

|             |           |                                  |
| Tomkins 89’ | Marcatori | 30’, 72’ Y. Tourè 81’ A. Johnson |

| Arbitro: | Peter Walton |

|                     |           |                      |
| Jagielka 72’ (aut.) | Marcatori | 4’ Cahill 19’ Baines |

| Arbitro: | Foy |

|             |           |                                        |
| Carroll 72’ | Marcatori | 2’ Barry 6’ Tévez 81’ (aut.) Coloccini |

| Arbitro: | Michael Oliver |

|                                                  |           |  |
| Balotelli 8’ (rig.), 27’, 56’ (rig.) Lescott 14’ | Marcatori |  |

| Arbitro: | Mark Clattenburg |

|                |           |  |
| A. Johnson 34’ | Marcatori |  |

| Londra 5 gennaio 2011, ore 19:45 GMT | Arsenal    | 0 – 0 referto | Manchester City | Emirates Stadium (60 085 spett.)\| Arbitro: \| Mike Jones \| |
| Arbitro:                             | Mike Jones |               |                 |                                                              |

| Arbitro: | Lee Mason |

|                                          |           |                                        |
| K. Touré 39’ Tévez 49’, 65’ Y. Touré 53’ | Marcatori | 11’ Milijaš 68’ (rig.) Doyle 85’ Zubar |

| Arbitro: | Howard Webb |

|          |           |  |
| Bent 18’ | Marcatori |  |

| Arbitro: | Kevin Friend |

|                              |           |                      |
| Žigić 24’ Gardner 76’ (rig.) | Marcatori | 4’ Tévez 41’ Kolarov |

| Arbitro: | Atkinson |

|                                   |           |  |
| Tévez 17’ (rig.), 22’, 39’ (rig.) | Marcatori |  |

| Arbitro: | Andre Marriner |

|                     |           |           |
| Nani 41’ Rooney 78’ | Marcatori | 65’ Silva |

| Arbitro: | Peter Walton |

|               |           |          |
| Balotelli 26’ | Marcatori | 47’ Duff |

| Arbitro: | Stuart Attwell |

|           |           |  |
| Silva 38’ | Marcatori |  |

| Arbitro: | Chris Foy |

|                      |           |  |
| Luiz 76’ Ramires 90’ | Marcatori |  |

| Arbitro: | Howard Webb |

|                                                                  |           |  |
| A. Johnson 9’ Tévez 15’ (rig.) Silva 63’ Vieira 67’ Y. Touré 73’ | Marcatori |  |

| Arbitro: | Mark Halsey |

|                           |           |  |
| Carroll 13’, 35’ Kuyt 34’ | Marcatori |  |

| Arbitro: | Andre Marriner |

|  |           |           |
|  | Marcatori | 75’ Džeko |

| Arbitro: | Howard Webb |

|                          |           |        |
| de Jong 10’ Zabaleta 15’ | Marcatori | 33’ Ba |

| Arbitro: | Phil Dowd |

|                      |           |              |
| Distin 65’ Osman 72’ | Marcatori | 28’ Y. Touré |

| Arbitro: | Mike Dean |

|                   |           |  |
| Crouch 30’ (aut.) | Marcatori |  |

| Arbitro: | Lee Probert |

|                            |           |  |
| Tévez 14’, 65’ Lescott 53’ | Marcatori |  |

| Arbitro: | Chris Foy |

|  |           |                       |
|  | Marcatori | 43’ Lescott 62’ Džeko |

### FA Cup
| Arbitro: | Mike Dean |

|                   |           |                      |
| Bamba 2’ King 64’ | Marcatori | 23’ Milner 45’ Tévez |

| Arbitro: | Mark Halsey |

|                                                 |           |                               |
| Tévez 16’ Vieira 37’ A. Johnson 38’ Kolarov 90’ | Marcatori | 19’ (rig.) Gallagher 82’ Dyer |

| Arbitro: | Chris Foy |

|            |           |           |
| Bishop 58’ | Marcatori | 80’ Džeko |

| Arbitro: | Michael Jones |

|                                                    |           |  |
| Vieira 37’, 58’ Tévez 84’ Džeko 89’ Richards 90+1’ | Marcatori |  |

| Arbitro: | Mark Clattenburg |

|                                     |           |  |
| Y. Touré 5’ Balotelli 25’ Silva 70’ | Marcatori |  |

| Arbitro: | Lee Probert |

|              |           |  |
| Richards 75’ | Marcatori |  |

| Arbitro: | Mike Dean |

|              |           |  |
| Y. Tourè 53’ | Marcatori |  |

| Arbitro: | Martin Atkinson |

|              |           |  |
| Y. Tourè 75’ | Marcatori |  |

### Football League Cup
| Arbitro: | Neil Swarbrick |

|                        |           |        |
| Zuiverloon 55’ Cox 57’ | Marcatori | 18’ Jô |

### Europa League

#### Turno degli spareggi
| Arbitro: | Florian Mayer |

|  |           |               |
|  | Marcatori | 72’ Balotelli |

| Arbitro: | Manuel de Sousa |

|                                |           |  |
| Wright-Phillips 43’ Boyata 59’ | Marcatori |  |

#### Fase a gironi
| Arbitro: | Georgios Daloukas |

|  |           |                 |
|  | Marcatori | 8’ Silva 63’ Jô |

| Arbitro: | Eduardo Gonzalez |

|                |           |              |
| A. Johnson 36’ | Marcatori | 11’ Iaquinta |

| Arbitro: | Alexandru Dan Tudor |

|                        |           |               |
| Adebayor 14’, 25’, 73’ | Marcatori | 50’ Tshibamba |

| Arbitro: | Pieter Vink |

|                                      |           |              |
| Injac 30’ Arboleda 86’ Możdżeń 90+2’ | Marcatori | 51’ Adebayor |

| Arbitro: | Libor Kovarik |

|                                   |           |  |
| Balotelli 18’, 66’ A. Johnson 79’ | Marcatori |  |

| Arbitro: | István Vad |

|               |           |        |
| Giannetti 43’ | Marcatori | 77’ Jô |

#### Sedicesimi di finale
| Salonicco 15 febbraio 2011, ore 18:00 CET Andata | Arīs Salonicco           | 0 – 0 referto | Manchester City | Stadio Kleanthis Vikelides (20 000 spett.)\| Arbitro: \| Alberto Undiano Mallenco \| |
| Arbitro:                                         | Alberto Undiano Mallenco |               |                 |                                                                                      |

| Arbitro: | Pavel Královec |

|                            |           |  |
| Džeko 7’, 11’ Y. Touré 75’ | Marcatori |  |

#### Ottavi di finale
| Arbitro: | Florian Meyer |

|                         |           |  |
| Ševčenko 25’ Husjev 77’ | Marcatori |  |

| Arbitro: | Cüneyt Çakır |

|             |           |  |
| Kolarov 39’ | Marcatori |  |

## Statistiche

### Statistiche di squadra
| Competizione        | Punti | In casa | In casa | In casa | In casa | In casa | In casa | In trasferta | In trasferta | In trasferta | In trasferta | In trasferta | In trasferta | Totale | Totale | Totale | Totale | Totale | Totale | DR  |
| Competizione        | Punti | G       | V       | N       | P       | Gf      | Gs      | G            | V            | N            | P            | Gf           | Gs           | G      | V      | N      | P      | Gf     | Gs     | DR  |
| ------------------- | ----- | ------- | ------- | ------- | ------- | ------- | ------- | ------------ | ------------ | ------------ | ------------ | ------------ | ------------ | ------ | ------ | ------ | ------ | ------ | ------ | --- |
| Premier League      | 71    | 19      | 13      | 4       | 2       | 34      | 12      | 19           | 8            | 4            | 7            | 26           | 21           | 38     | 21     | 8      | 9      | 60     | 33     | +27 |
| FA Cup              | -     | 4       | 4       | 0       | 0       | 13      | 2       | 2            | 0            | 2            | 0            | 3            | 3            | 8      | 6      | 2      | 0      | 18     | 5      | +13 |
| Football League Cup | -     |         |         |         |         |         |         | 1            | 0            | 0            | 1            | 1            | 2            | 1      | 0      | 0      | 1      | 1      | 2      | -1  |
| Europa League       | -     | 6       | 5       | 1       | 0       | 13      | 2       | 6            | 2            | 2            | 2            | 5            | 6            | 12     | 7      | 3      | 2      | 18     | 8      | +10 |
| Totale              | -     | 29      | 22      | 5       | 2       | 60      | 16      | 28           | 10           | 8            | 10           | 35           | 32           | 59     | 34     | 13     | 12     | 97     | 48     |     |

### Premi

#### Premier League
| Mese     | Allenatore del Mese |
| -------- | ------------------- |
| Dicembre | Roberto Mancini     |

#### Giocatore del Mese Etihad
| Mese      | Giocatore       |
| --------- | --------------- |
| Agosto    | Joe Hart        |
| Settembre | Vincent Kompany |
| Ottobre   | David Silva     |
| Novembre  | David Silva     |
| Dicembre  | David Silva     |
| Gennaio   | Edin Džeko      |
| Febbraio  | Micah Richards  |
| Marzo     | Vincent Kompany |
| Aprile    | Yaya Touré      |